# Ferdinand Marian
Ferdinand Marian (14 de agosto de 1902 – 7 de agosto de 1946) fue un actor teatral y cinematográfico austriaco, conocido principalmente por su papel de Joseph Süß Oppenheimer en la película alemana El judío Süß.

## Biografía
Su verdadero nombre era Ferdinand Heinrich Johann Haschkowitz, y nació en Viena, en aquel momento parte de Austria Hungría. Hijo de un cantante de ópera, Marian se dedicó al teatro a edad temprana, aunque nunca siguió clases de arte dramático. Dejó su casa y sus estudios de ingeniero para trabajar como extra en varios teatros austriacos y alemanes. En 1938 se sumó al conjunto del Teatro Deutsches de Berlín, donde fue aclamado por su actuación como Yago en la obra de Shakespeare Otelo.
Marian también actuó a partir de 1933 en películas como la dirigida por Curtis Bernhardt Der Tunnel, y tuvo su gran oportunidad cuando protagonizó junto a Zarah Leander en 1937 el film La Habanera, realizado por Douglas Sirk.

### El judío Süß
La carrera de Marian se vio empañada por su actuación, en el papel del título, en El judío Süß (El judío Süß (película de 1940)) una película alemana notoriamente antisemita dirigida por Veit Harlan. Este film de 1940, producido bajo la supervisión del Ministro de Propaganda Joseph Goebbels, es considerado como una de las más odiosas descripciones cinematográficas de los judíos. Varias estrellas habían rechazado el papel titular, y Marian, a instancias de Goebbels y temiendo represalias del Reichsfilmkammer, acabó aceptándolo. 
Su descripción del personaje cumplía con los estereotipos judíos de la propaganda Nazi, que los mostraba como personas materialistas, inmorales, taimadas y de poca confianza. A pesar de todo hizo una actuación de calidad y con diferentes matices, que finalmente contribuyó a que la cinta fuera convincente. 
Marian también intervino en el film de propaganda de 1941 Ohm Krüger, en el cual encarnaba a Cecil Rhodes, y en el cual también actuaban Emil Jannings y Gustaf Gründgens, los cuales habían rechazado un año antes del papel de El judío Süß. En 1943 fue Cagliostro en la comedia fantástica de Josef von Báky Baron Münchhausen.

### Vida personal
La vida personal de Marian contradecía su papel en El judío Süß. Tuvo una hija fruto de su primer matrimonio con una pianista judía, Irene Saager. El anterior marido de su segunda esposa, Julius Gellner, también era judío, y Marian y su mujer le protegieron de las represalias ocultándole en su casa.
Ferdinand Marian falleció en un accidente de tráfico en 1946 cerca de la villa de Dürneck (hoy en día parte de Freising), en Baviera. Se dijo que iba camino de Munich con un coche prestado para conseguir documentos de desnazificación por medio del oficial estadounidense Eric Pleskow, gracias a los cuales se le permitiría volver a trabajar. Otras fuentes sugirieron que el accidente fue un suicidio. Sus restos fueron enterrados en el Cementerio de Nordfriedhof, en Munich, Alemania.

## Filmografía
- 1933 : Der tunnel, de Curtis Bernhardt, con Paul Hartmann
- 1936 : Ein hochzeitstraum, de Erich Engel, con Theo Lingen
- 1936 : Die stimme des herzens, de Carl Heinz Martin, con Geraldine Katt
- 1937 : Madame Bovary, de Gerhardt Lamprecht, con Pola Negri
- 1937 : La Habanera, de Douglas Sirk, con Zarah Leander
- 1938 : Nordlicht / Rivalen im Nordmeer, de Herbert B. Fredersdorf, con René Deltgen
- 1939 : Morgen werde ich verhaftet, de Karl-Heinz Stoux, con Lissy Arna
- 1939 : Der vierte kommt nicht, de Max W. Kimmich, con Werner Hinz
- 1940 : El judío Süß, de Veit Harlan, con Kristina Söderbaum
- 1940 : Der fuchs von Glenarvon, de Max W. Kimmich, con Olga Tchekhova
- 1940 : Aus erster ehe, de Paul Verhoeven, con Erich Ponto
- 1941 : Ohm Krüger, de Hans Steinhoff, con Emil Jannings
- 1942 : Ein zug fährt ab, de Johannes Meyer, con Lucie Englisch
- 1942 : Baron Münchhausen, de Joseph von Báky, con Hans Albers
- 1942 : Reise in die vergangenheit, de Hans H. Zerlett, con Hilde Hildebrand
- 1943 : Romanze in moll, de Helmut Käutner, con Marianne Hoppe
- 1943 : Tonelli, de Victor Tourjansky, con Winnie Markus
- 1944 : In flagranti, de Hans Schweikart, con Margot Hielscher
- 1944 : Freunde / Ehe in gefahr, de E.W. Emo, con Attila Hörbiger
- 1944 : Die nacht der zwölf, de Hans Schweikart, con Elsa Wagner
- 1945 : Das gesetz der liebe, de Hans Schweikart, con Paul Hubschmid
- 1945 : Dreimal komödie / 3 x komödie / Liebeswirbel, de Victor Tourjansky, con Margit Symo